# Christian Ude

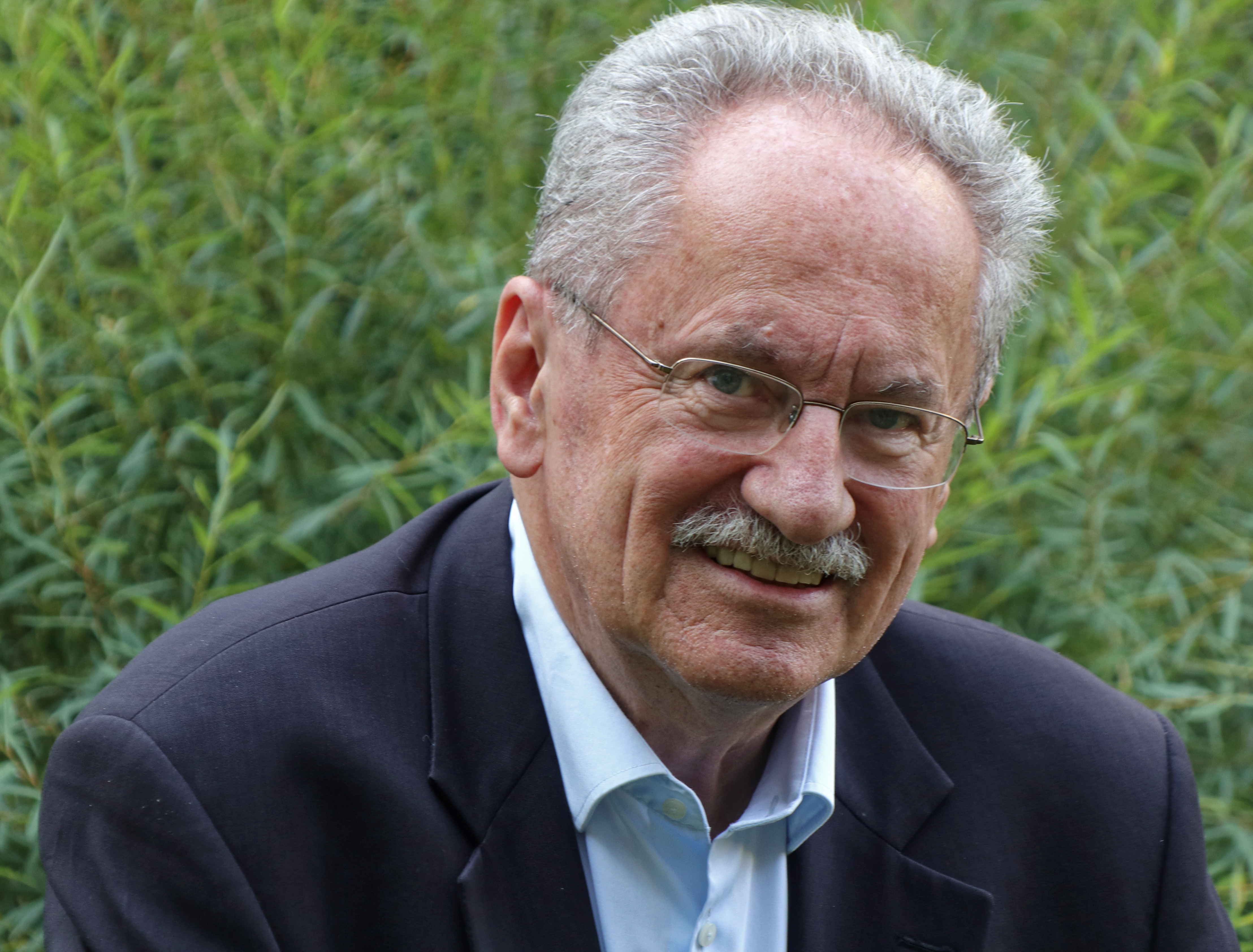
Christian Ude, August 2021

Christian Ude (* 26. Oktober 1947 in München) ist ein deutscher Politiker (SPD). Von 1993 bis 2014 war er Oberbürgermeister der bayerischen Landeshauptstadt München. Er ist damit der Bürgermeister mit der längsten Amtszeit in Münchens Geschichte.

## Herkunft und Ausbildung

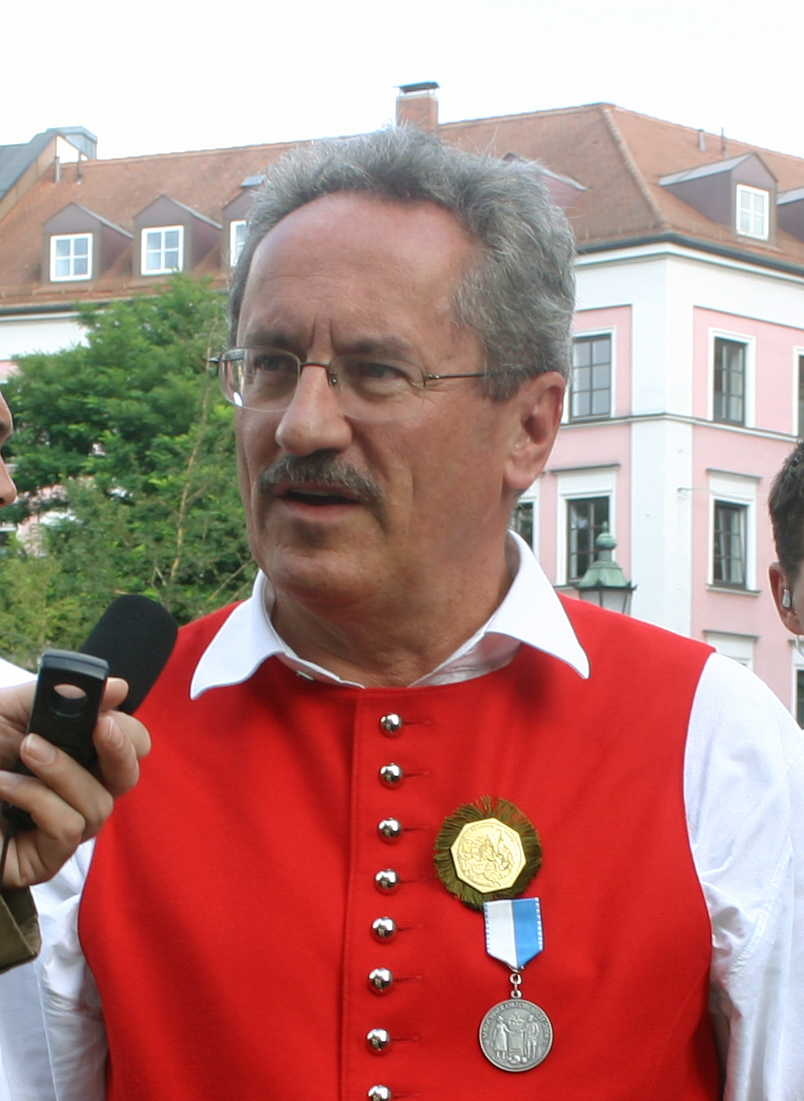
Christian Ude 2006

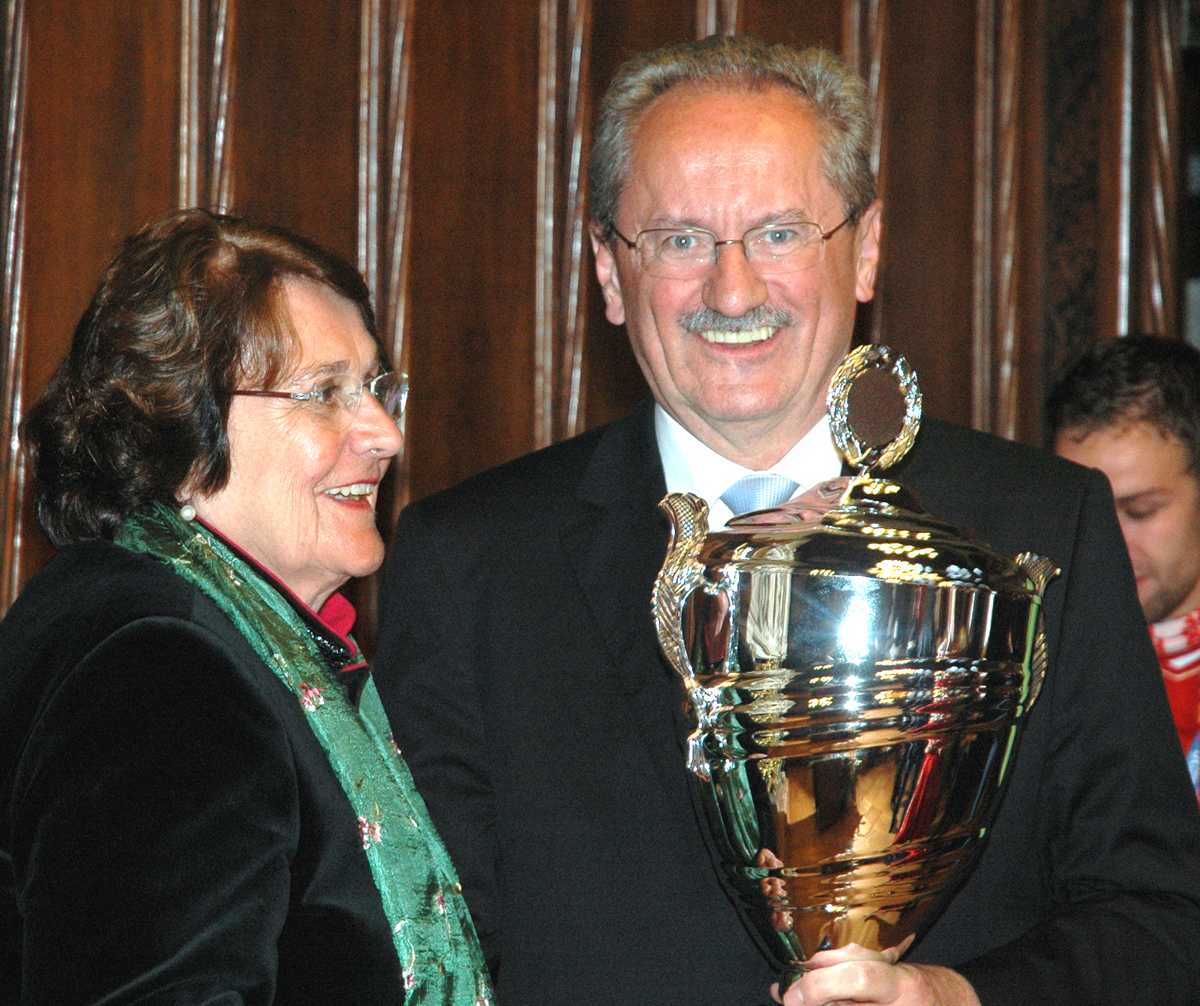
Christian Ude bei der „Triple“-Feier im Münchner Rathaus 2013 mit seiner Ehefrau Edith von Welser-Ude

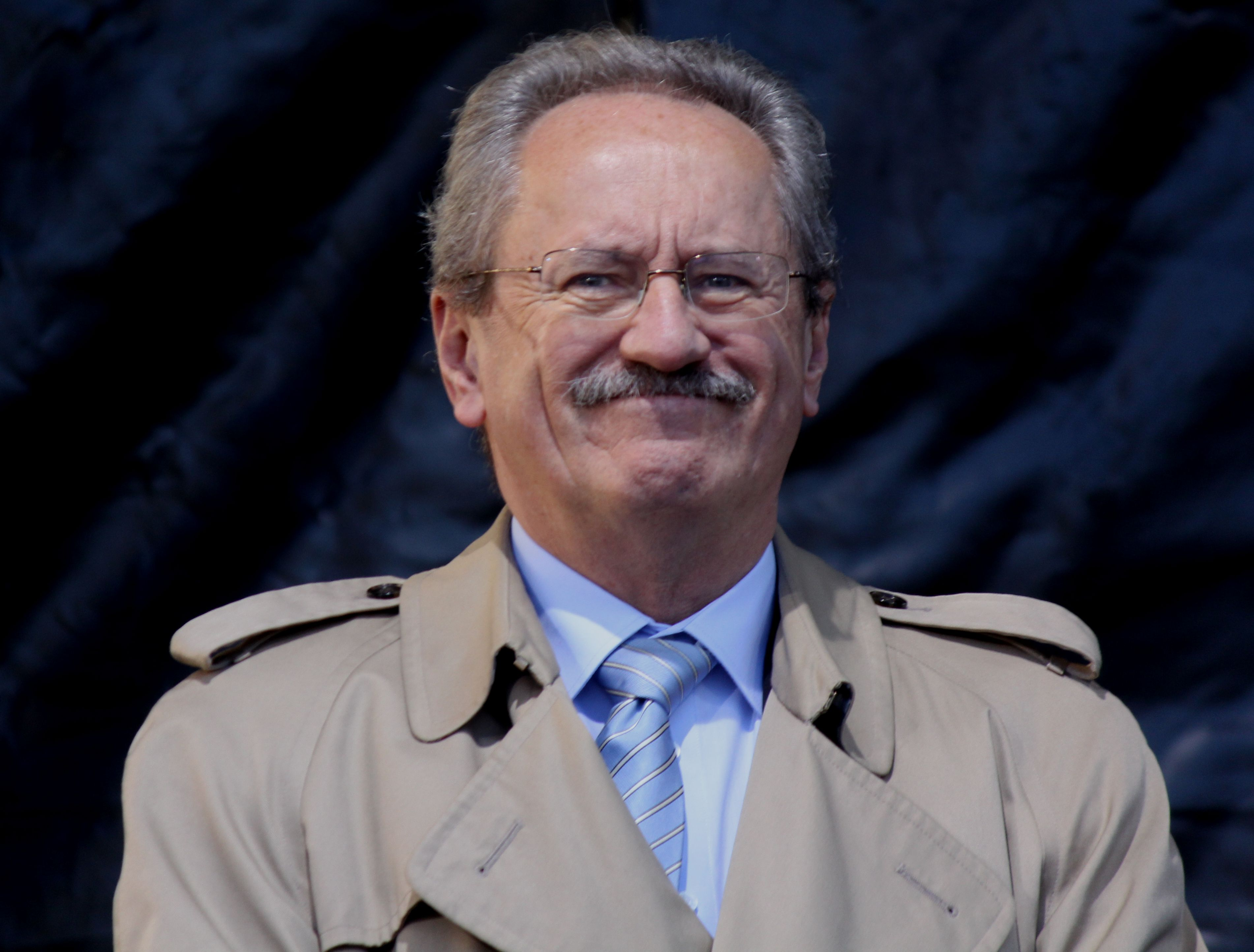
Christian Ude am 14. Dezember 2013 bei einer Straßenbahneröffnung in München-Pasing

Christian Ude wurde als zweites Kind des Kulturredakteurs Karl Ude und dessen Frau Renée in München geboren. Er wuchs zusammen mit seiner Schwester Karin in einer linksliberal geprägten Mittelschichtsfamilie im Münchener Stadtteil Schwabing auf. Nach seinem Abitur im Jahr 1967 am Oskar-von-Miller-Gymnasium in München war er bis 1969 Volontär und später Redakteur der Süddeutschen Zeitung. Schwerpunkte seiner journalistischen Tätigkeit waren Jugendfragen, Schul- und Hochschulpolitik sowie kommunale Berichterstattung. Ein Studium der Soziologie und der Geschichte absolvierte er bis 1969 parallel, welches er jedoch ohne Abschluss abbrach.
Ab dem Sommersemester 1969 absolvierte Ude ein Studium der Rechtswissenschaften an der Ludwig-Maximilians-Universität München und legte im Jahr 1977 das Erste Juristische Staatsexamen ab. Nach der Zweiten Juristischen Staatsprüfung 1979 in München, die er mit Prädikat bestand, ließ er sich in den Jahren 1979 bis 1990 als Rechtsanwalt nieder. Vor allem im Bereich des Mietrechts machte sich Ude in der Stadt einen guten Namen. Im Jahr 1983 heiratete er die acht Jahre ältere Münchener SPD-Stadträtin Edith von Welser, die sechs Kinder in die Ehe brachte und mütterlicherseits aus der saarländischen Industriellen- und Politikerdynastie Karcher stammt.

## SPD-Politiker seit 1966
Schon als Gymnasiast trat Ude im Jahr 1966 in die SPD ein. Als Juso und Pressesprecher der Münchener Jusos machte er der SPD-Spitze „das Leben schwer“. Von 1972 bis 1978 war er als ehrenamtlicher Pressesprecher der Münchner SPD tätig. Im Jahr 1980 gründete er als Redakteur die „Stadtillustrierte“, die von der SPD-Stadtratsfraktion herausgegeben wurde. Bei den Kommunalwahlen im März 1990 wurde Christian Ude in den Münchner Stadtrat und am 2. Mai 1990 durch diesen zum Zweiten Bürgermeister Münchens gewählt.

## Oberbürgermeister der Stadt München 1993 bis 2014
Am 12. September 1993 wurde er Oberbürgermeister der Stadt München und Nachfolger von Georg Kronawitter. Drei Mal wurde er wiedergewählt, am 13. Juni 1999 mit 61,2 % aller Stimmen, am 3. März 2002 mit 64,5 % und am 2. März 2008 mit 66,8 %. Nachdem Ude für die Wahl im März 2008 eine Kandidatur für eine vierte Amtszeit zunächst ausgeschlossen hatte, änderte er seine Meinung später und wurde im November 2007 offiziell von seiner Partei als Oberbürgermeister-Kandidat nominiert. Die gesetzliche Altersgrenze schloss eine neuerliche Kandidatur bei der Kommunalwahl 2014 aus. Zu seinem Nachfolger wurde Dieter Reiter gewählt.
Ude ist Verfechter der kommunalen Selbstständigkeit. Am 2. Juni 2005 wurde er in Berlin als Nachfolger der Frankfurter Oberbürgermeisterin Petra Roth (CDU) zum neuen Präsidenten des Deutschen Städtetages gewählt und am 24. Mai 2007 in diesem Amt bestätigt. In dieser Funktion setzte er sich insbesondere für eine andere Finanzverteilung zwischen Bund, Ländern und Kommunen ein. Am 14. Mai 2009 wurde Ude in Bochum wiederum von Petra Roth im Präsidentenamt abgelöst und übernahm das Amt des Vizepräsidenten. Am 5. Mai 2011 wurde er in Stuttgart erneut zum Präsidenten des Deutschen Städtetages gewählt und Petra Roth übernahm wieder das Amt der Vizepräsidentin. Am 15. März 2013 gab Ude das Amt des Städtetagspräsidenten an Ulrich Maly (SPD) ab.
Vom 15. Juli 2013 bis zum Wahltag am 15. September 2013 war Christian Ude unter Wegfall seiner Bezüge auf eigenen Wunsch beurlaubt, um seine Spitzenkandidatur bei der Landtagswahl 2013 für die SPD zu betreiben. Die Amtsgeschäfte führten in dieser Zeit Christine Strobl (Zweite Bürgermeisterin) und Hep Monatzeder (Dritter Bürgermeister).
Im Jahr 2014, nach dem Ende seiner Amtszeit, wurde Ude zum Ehrenbürger der Stadt München ernannt.

## Spitzenkandidat für die Landtagswahl 2013
Im August 2011 wurde bekannt, dass sich Christian Ude bei der Landtagswahl 2013 als Spitzenkandidat der SPD aufstellen lassen und gegen den amtierenden Ministerpräsidenten Horst Seehofer antreten wolle.
Am 21. Oktober 2012 wählte ihn der Landesparteitag in Nürnberg mit nur einer Gegenstimme zum Spitzenkandidaten.
Die SPD Bayern erhielt bei der Landtagswahl 2013 20,6 % der Wählerstimmen (nach 18,6 % bei der Landtagswahl 2008).

## Kontroversen
Teilweise harsche Kritik erfuhr Ude im Rahmen der Planungen für einen Umbau des Olympiastadions. Ebenso umstritten ist das von Ude befürwortete und von der Münchner Verkehrsgesellschaft geplante Projekt der sogenannten Straßenbahn-Nordtangente durch den Englischen Garten. Große Teile seiner Partei sowie die Grünen kritisierten Ude, weil er sich für den Bau einer dritten Startbahn am Flughafen München einsetzte und dies sogar als Voraussetzung für seine Kandidatur als Ministerpräsident benannte, wofür ihm Parteikollegen „Nötigung und Erpressung“ vorwarfen. Die dritte Startbahn wurde 2012 in einem Bürgerentscheid abgelehnt. Die von Ude anstelle des Transrapids vorgeschlagene Express-S-Bahn ist ebenfalls stark umstritten.
Eine programmatische Distanz besteht nicht nur zur bayerischen SPD, sondern auch zu den Grünen, deren Ablehnung von Großprojekten Udes Ansicht nach „Züge eines Religionskrieges“ trage. Nachdem er in München verlegte Stolpersteine wieder hatte entfernen lassen, wurde Ude mangelnde Sensibilität vorgeworfen. Scharfe Kritik erntete Ude auch in der Irakkrise 2003, als er während der Münchner Konferenz für Sicherheitspolitik zu einer Demonstration gegen den Irakkrieg aufrief.
Trotz der Unterstützung durch eine Stadtratsmehrheit konnte Ude seinen Standpunkt bei mehreren Bürgerentscheiden nicht durchsetzen. Im Juni 1996 wurde das Bürgerbegehren „Drei Tunnel braucht der Ring“ im Bürgerentscheid bestätigt. Im Jahre 2003 verlor Ude gegen seinen Amtsvorgänger Georg Kronawitter die Debatte um den Bau von Hochhäusern in München. Eine knappe Mehrheit der Münchener stimmte im Bürgerentscheid dafür, dass kein neues Gebäude auch außerhalb des Mittleren Rings höher als die Frauenkirche sein darf, wodurch mehrere Bauprojekte, wie zum Beispiel die neue Zentrale des Süddeutschen Verlags, verworfen oder niedriger realisiert werden mussten.
Im Sommer 2016 erschien Udes Buch Die Alternative oder: Macht endlich Politik!, das kontrovers diskutiert wurde. Hans-Jürgen Jakobs rezensierte im Handelsblatt, das Buch sei die Radikalanalyse eines geläuterten Politikers: „Aus dem Ruhestand poltert Münchens langjähriger Oberbürgermeister über linke Milieulügen, Deutschlands scheinheilige Flüchtlingspolitik und eine anachronistische SPD.“ Es werde in Deutschland kaum noch Politik gemacht, nicht einmal diskutiert. Die großen Parteien hätten sich im Kampf um die Mitte selbst entkernt. Das Buch erfuhr teils harsche Kritik. Die Bürgerrechtlerin und frühere Bundestagsabgeordnete Vera Lengsfeld erkannte in Udes Buch ein überzeugendes Programm für eine veränderte SPD-Politik sowie eines möglichen Kanzlerkandidaten Ude.

## Sonstiges

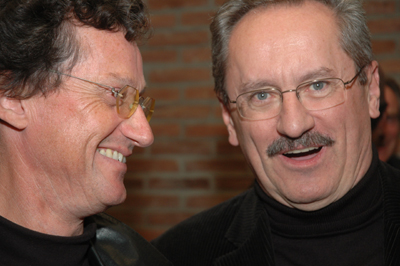
Kabarett-Duo: „Der Doppelte Ude“ – Christian Ude (rechts im Bild) und sein Nockherberg-Double Uli Bauer, 2005

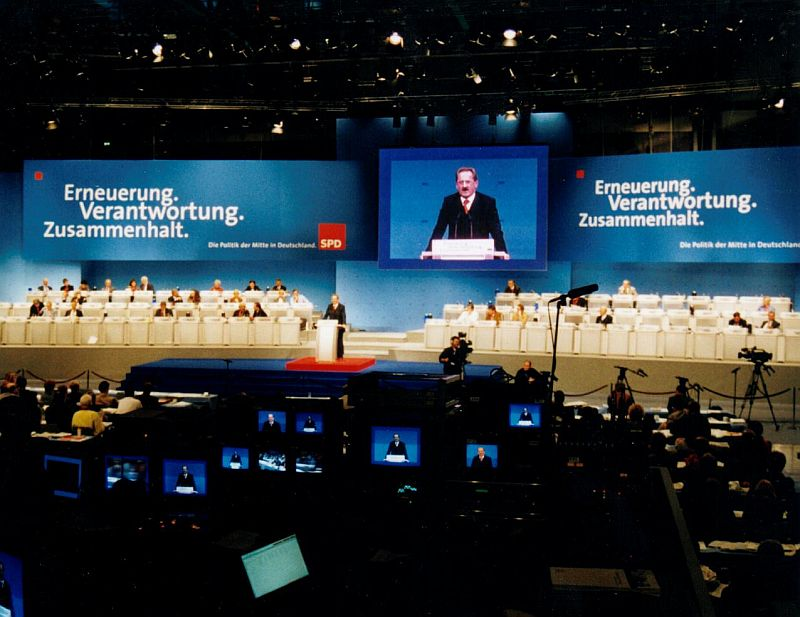
Ude auf dem SPD-Bundesparteitag 2001

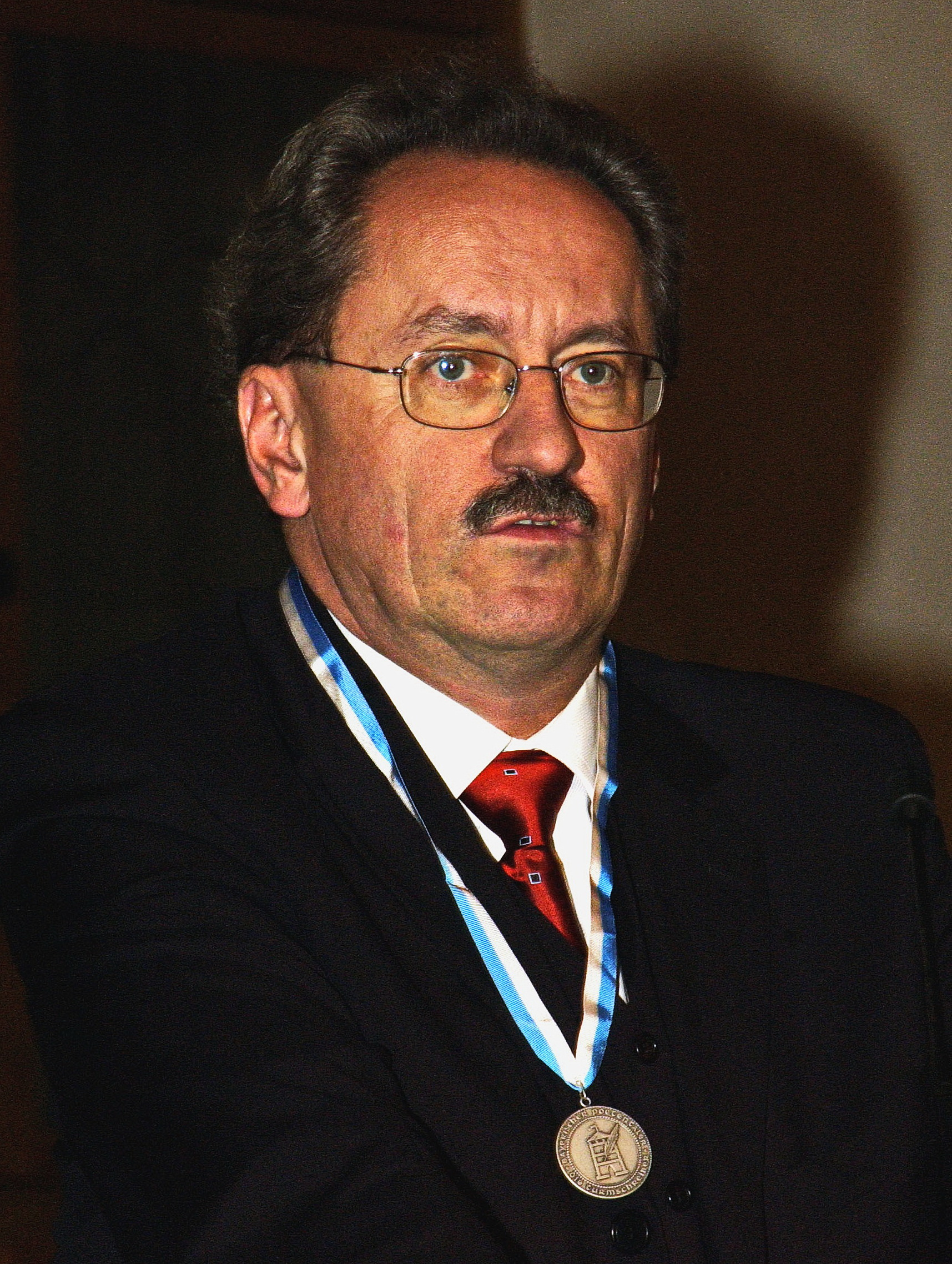
Christian Ude mit dem Poetentaler, 2001

Neben seiner Tätigkeit als Oberbürgermeister ist Ude zeitweise auch als Buchautor und Kabarettist tätig. Regelmäßig schreibt er Kolumnen in der Münchner Boulevardzeitung Abendzeitung sowie im Wechsel mit Peter Gauweiler im Münchner Merkur. Außerdem ist er Mitglied des Sportvereins TSV 1860 München und saß 13 Jahre lang bis zum Jahr 2009 in dessen Aufsichtsrat. Ude gehört zu den rund 4.000 Mitgliedern des Münchener Vereins gegen betrügerisches Einschenken (VGBE). In der Disney-Produktion Himmel und Huhn lieh er dem Bürgermeister von Oakey Oaks seine Stimme.
Außerdem war er Gegner des letztlich gescheiterten Transrapid München. Dagegen befürwortet er eine Express-S-Bahn, deren Realisierung noch weitgehend offen ist. Ude war Mitglied in Aufsichtsräten verschiedener städtischer Unternehmen.
Seit dem Jahr 2004 ist er Gastprofessor der Nankai-Universität in der chinesischen Stadt Tianjin. Im Oktober 2009 wurde ihm von der Tongji-Universität in Shanghai der Titel eines „Beratenden Professors“ verliehen.
Am 20. November 2007 betonte Ude auf einer Unterstützungsversammlung der Rosa Liste München vor der Wahl: „Nehmen Sie bitte zur Kenntnis, dass Sie es mit einem bekennenden und praktizierenden Hetero zu tun haben – und das ist auch gut so.“ Hintergrund der Anspielung auf ein Zitat seines Berliner Kollegen Wowereit waren Spekulationen über eine mögliche Homosexualität.
Christian Ude ist Verfechter des Verbleibs der kommunalen Wasserversorgung in öffentlicher Hand.

## Auszeichnungen und Ehrungen
- 1998: Bundesverdienstkreuz
- 1999: Karl-Valentin-Orden
- 2000: Garchinger Kleinkunstmaske
- 2001: Ehrenbürger der Insel Mykonos in Griechenland
- 2001: Bayerischer Poetentaler
- 2002: Medaille München leuchtet (für besondere Verdienste um München)
- 2004: Bayerischer Verdienstorden
- 2004: Bayerische Verfassungsmedaille in Silber
- 2005: Ehrenbürger der Stadt Pülümür in Ostanatolien/Türkei
- 2006: Sigi-Sommer-Taler
- 2006: Der Deutsche Fahrradpreis – best for bike als „fahrradfreundlichste Persönlichkeit“
- 2007: Großoffizier des Verdienstordens der Italienischen Republik[27]
- 2008: Ohel-Jakob-Medaille
- 2009: Beratender Professor Tongji-Universität, Shanghai
- 2010: Kommunale Verdienstmedaille in Gold
- 2010: Heckerhut-Verleihung des Kreisverbands Konstanz der SPD
- 2013: Großes Goldenes Ehrenzeichen für Verdienste um das Land Wien
- 2014: Ehrenbürger der Stadt München
- 2014: Schwabinger Kunstpreis (Ehrenpreis)

## Veröffentlichungen (Auswahl)
- Wege aus der Wohnungsnot. R. Piper GmbH & Ko. KG., München 1990, ISBN 978-3-492-11277-2.
- Meine verfrühten Memoiren. Piper Taschenbuch, München 1993, ISBN 978-3-492-23646-1.
- Chefsache. Piper Taschenbuch, München 1999, ISBN 978-3-492-23253-1.
- Ich baue ein Stadion und andere Heldensagen. Piper, München 2004, ISBN 978-3-492-04654-1.
- mit Peter Gauweiler: Briefwechsel. Prinzedition im Keyser Verlag, Berlin 2009, ISBN 978-3-86886-016-0.
- mit Peter Gauweiler: Briefwechsel zwei. Prinzedition im Keyser Verlag, Berlin 2010, ISBN 978-3-86886-017-7.
- mit Peter Gauweiler: Briefwechsel drei. Prinzedition im Keyser Verlag, Berlin 2011, ISBN 978-3-86886-020-7.
- mit Peter Gauweiler: Briefwechsel vier. Prinzedition im Keyser Verlag, Berlin 2012, ISBN 978-3-86886-023-8.
- Die Alternative oder: Macht endlich Politik! Albrecht Knaus Verlag, 2017, ISBN 978-3-8135-0774-4.

## Hörbuch
- mit Uli Bauer: Öha!: Und andere Geständnisse A. Kunstmann-Verlag, München 2016, ISBN 978-3-95614-142-3